# Osiedle Powstań Narodowych (obszar SIM)
Osiedle Powstań Narodowych – jednostka obszarowa miasta utworzona w 2008 roku na potrzeby Systemu Informacji Miejskiej (SIM) i obejmująca  osiedla Powstań Narodowych i małą część osiedla Jagiellońskiego w Poznaniu. Jednostka obszarowa formalnie nie jest osiedlem. Mieści się na terenie osiedla samorządowego Rataje.

## Obszar
Wedle Systemu Informacji Miejskiej jednostka obszarowa Osiedle Powstań Narodowych mieści się w granicach:
- od wschodu: Park Rataje
- od południa: Park Rataje i ulica Chyżańska
- od zachodu i północy: ulica Piłsudskiego[2]